# Joaquín Martón y Gavín
Joaquín Martón y Gavín (Biescas, ? - Barcelona, 1905) fue un jurista y político español del siglo XIX.

## Reseña biográfica
Estudió en Zaragoza, donde ejerció como abogado desde 1861 y de cuyo colegio de abogados fue decano. Fue también colaborador de la Academia Jurídico-Práctica Aragonesa. Como jurista, fue uno de los principales exponentes del foralismo aragonés que con el usus modernus fororum buscó codificar las normas locales en un cuerpo armonizado.
Fue teniente de alcalde de Zaragoza en 1869 por el partido liberal-monárquico y diputado provincial en 1871 en representación del distrito Caspe-Pina  Del 2 de noviembre de 1872 al 4 de marzo de 1873 fue presidente de la Diputación Provincial de Zaragoza.
Tras ello fue gobernador civil de Tarragona (1875) y Zamora (1875-1876). En 1876 fue elegido diputado a Cortes de la Restauración por el distrito de Jaca, cargo al que renunció en 1878. Fue también gobernador civil de Zaragoza (1878), Valladolid (1878-?) y Oviedo.
Reincorporado a la vida cultural zaragozana tras su actividad política, fue vicepresidente de la caja de ahorros de Zaragoza y representante de la provincia de Huesca en la junta pro ferrocarril del Canfranc. También presidió en 1890 el Ateneo de Zaragoza. En 1902 protagonizó una disputa con el ayuntamiento, pronto resuelta, por la expropiación de su finca para la construcción del parque Pignatelli.

## Obras
Fue autor junto a Francisco Santapau y Cardós de:
- Derecho y Jurisprudencia de Aragón en sus relaciones con la legislación de Castilla (Zaragoza, 1865)
- Observancias del reino de Aragón, vertidas del latín al castellano (Zaragoza, 1865)

Escribió asimismo diversos artículos y discursos, siendo colaborador de publicaciones como la Revista de Aragón.

| Predecesor: Gervasio Ucelay y Erruz | Presidente de la Diputación Provincial de Zaragoza 2 de noviembre de 1872 - 4 de marzo de 1873 | Sucesor: Matías Galbe y Oliván |